# Cushing (Oklahoma)
Cushing és una ciutat dels Estats Units a l'estat d'Oklahoma. Segons el cens del 2000 tenia 8.371 habitants.

## Demografia
Segons el cens del 2000, Cushing tenia 8.371 habitants, 3.071 habitatges, i 2.002 famílies. La densitat de població era de 423 habitants per km².
Dels 3.071 habitatges en un 29,9% hi vivien nens de menys de 18 anys, en un 48,7% hi vivien parelles casades, en un 12,4% dones solteres, i en un 34,8% no eren unitats familiars. En el 31,3% dels habitatges hi vivien persones soles el 16,1% de les quals corresponia a persones de 65 anys o més que vivien soles. El nombre mitjà de persones vivint en cada habitatge era de 2,39 i el nombre mitjà de persones que vivien en cada família era de 2,99.
Per edats la població es repartia de la següent manera: un 22,9% tenia menys de 18 anys, un 10% entre 18 i 24, un 29,5% entre 25 i 44, un 20% de 45 a 60 i un 17,6% 65 anys o més.
L'edat mediana era de 37 anys. Per cada 100 dones de 18 o més anys hi havia 115,6 homes.
La renda mediana per habitatge era de 26.483 $ i la renda mediana per família de 32.284 $. Els homes tenien una renda mediana de 26.710 $ mentre que les dones 17.711 $. La renda per capita de la població era de 12.620 $. Entorn del 15,1% de les famílies i el 16,4% de la població estaven per davall del llindar de pobresa.

## Poblacions més properes
El següent diagrama mostra les poblacions més properes.